# Escudo de Palacios de la Valduerna
Se trata del escudo oficial del municipio español de Palacios de la Valduerna. Fue incorporado el 17 de enero de 2008.
Está compuesto por tres cuarteles distribuidos de forma vertical. El primero de ellos incluye un león rampante de color púrpura, diestrado, lenguado, uñado y coronado en oro, que hace referencia a la pertenencia de la localidad al Reino de León. En segundo lugar, Laureano Rubio ha reflejado un castillo en plata, que refleja la torre homenaje del castillo del Señorío de los Bazán, que impartían la jurisdicción en esta zona por imposición real. Bajo él, tres ondas alternas en azul y plata que representan tres caudales importantes del municipio: el río Duerna, el río Peces, y La Rauda.
Por último, el tercero de los cuarteles consta de dos pendones. Cada uno de los cuales hace referencia al pueblo de Palacios de la Valduerna y al de Ribas de la Valduerna, respectivamente.